# Kaufman County
Kaufman County är ett administrativt område i delstaten Texas, USA. År 2010 hade county 103 350 invånare (2010). Den administrativa huvudorten (county seat) är Kaufman.

## Geografi
Enligt United States Census Bureau så har countyt en total area på 2 090 km². 2 036 km² av den arean är land och 54 km² är vatten.

### Angränsande countyn
- Hunt County - norr
- Van Zandt County - öster
- Henderson County - söder
- Ellis County - sydväst
- Dallas County - väster
- Rockwall County - nordväst